# Myrsine cheesemanii
Myrsine cheesemanii är en viveväxtart som först beskrevs av William Botting Hemsley och Carl Christian Mez, och fick sitt nu gällande namn av Francis Raymond Fosberg och Sachet. Myrsine cheesemanii ingår i släktet Myrsine och familjen viveväxter. Inga underarter finns listade i Catalogue of Life.